# Achille Jubinal

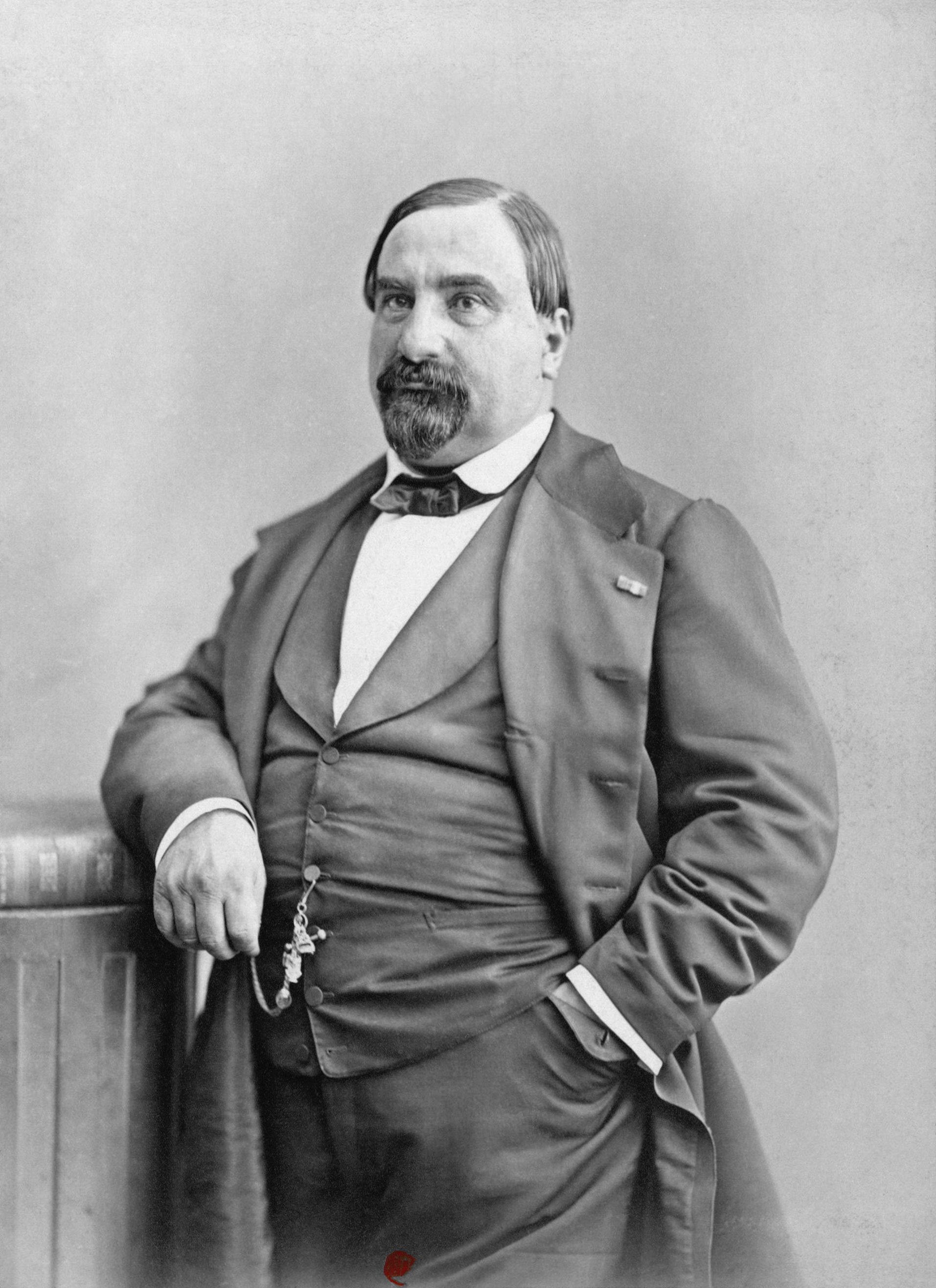
Achille Jubinal, um 1900

Achille Jubinal  (* 24. Oktober 1810 in Paris; † 23. Dezember 1875 ebenda) war ein französischer Romanist, Mediävist  und Politiker.

## Leben und Werk
Michel-Louis-Achille Jubinal stammte aus dem Bigorre. Er durchlief die École nationale des chartes und wurde 1839 Professor für ausländische Literaturen an der Universität Montpellier.  Nach intensiver wissenschaftlicher Publikationstätigkeit seit 1834 ging er 1848 in die Pariser Politik und war von 1852 bis 1870 regierungstreuer Abgeordneter des Wahlkreises Bagnères-de-Bigorre, Département Hautes-Pyrénées. In Tarbes ist eine Straße nach ihm benannt.

## Werke
- (Hrsg.) Jongleurs et trouvères ou choix de saluts, épitres, rêveries et autres pièces légères des XIIIe et XIVe siècles,  Paris 1835
- (Hrsg.) La Complainte et le Jeu de Pierre de la Brosse, Paris 1835
- (Hrsg.) La légende latine de S. Brandaines. Avec une traduction inédite en prose et en poésie romanes, Paris 1836
- (Hrsg.) Mystères inédits du XVe siècle, Paris 1837, Genf 1977
- (Hrsg.) Œuvres complètes de Rutebeuf, trouvère du XIIIe siècle, 2 Bde., Paris 1839; 3 Bde.,  1874–1875
- (Hrsg.) Nouveau recueil de contes, dits, fabliaux et autres pièces inédites des XIIIe, XIVe et XVe siècles, 2 Bde., Paris 1839–1842, Genf 1975
- Recherches sur l'usage et l'origine des tapisseries à personnages dites historiées, depuis l'antiquité jusqu'au XVIe siècle inclusivement, Paris 1840
- Lettres à M. Le Comte de Salvandy sur quelques-uns des manuscrits de la Bibliothèque royale de la Haye, Paris 1846
- Une lettre inédite de Montaigne accompagnée de quelques recherches à son sujet, Paris 1850
- Impressions de voyage. Les Hautes-Pyrénées, Bagnères-de-Bigorre 1858
- La danse des morts de la Chaise-dieu [...]. Paris 1862.